# Посольство США в Туркменистане
Посольство Соединённых Штатов Америки в Туркменистане (англ. Embassy of the United States in Turkmenistan, туркм. Amerikanyň Birleşen Ştatlarynyň Türkmenistandaky ilçihanasy) — дипломатическая миссия Соединённых Штатов Америки в Туркменистане. Находится в столице Туркменистана, городе Ашхабаде.

## История
Соединённые Штаты признали независимость Туркменистана 25 декабря 1991 года после распада Советского Союза, после чего, 19 февраля 1992 года между двумя странами установились дипломатические отношения. В марте 1992 года в Ашхабаде открылось посольство США во главе со временным поверенным в делах США Джеффри Уайтом, в то время, как посольство Туркменистана в Вашингтоне было учреждено в 1994 году. Первый посол США в Туркменистане Джозеф Хьюлингс III был назначен в августе 1992 года.
В октябре 2015 года состоялась церемония закладки фундамента комплекса зданий нового посольства США на проспекте Арчабиль, состоящий из административного здания, резиденций для дипломатов и морских пехотинцев, корпуса для персонала. Однако в феврале 2021 года уже построенное новое здание посольства США в Туркменистане пошло под снос из-за несоответствия требованиям градостроительства.
Посольство США в Ашхабаде включает в себя: консульский отдел, отдел информации и культуры, политико-экономический отдел, коммерческий отдел и миссию Агентства США по международному развитию.

## Послы
- Джеффри Уайт в.п. (1992)
- Джозеф Хьюлингс (1992—1995)
- Майкл Коттер (1995—1998)
- Стивен Манн (1998—2001)
- Лора Кеннеди (2001—2003)
- Трейси Джейкобсон (2003—2006)
- Дженнифер Ли Браш в.п. (2006—2007)
- Ричард Хоугланд в.п. (2007—2008)
- Ричард Майлз в.п. (2008—2009)
- Сильвия Рид Карран в.п. (2009—2010)
- Эйлин Мэллой в.п. (2010—2011)
- Роберт Паттерсон (2011—2014)
- Аллан Филипп Мастард (2015—2019)
- Мэттью Климоу (2019—2024)
- Элизабет Руд (2024 — наст. время)

## Реквизиты
- Адрес: ул. 1984 (ул. Пушкина) 9, Ашхабад, Туркменистан, 744000
- График работы: с понедельника по пятницу (кроме праздничных дней), приём посетителей: 9:00—18:00
- Телефон: (+99312) 940045
- Факс: (+99312) 942614
- Электронная почта: consularashgab@state.gov